# 発泡薬
発泡薬（はっぽうやく）、発泡膏（はっぽうこう）もしくは発泡剤（はっぽうざい）とは、外用することによって水疱を引き起こし、皮膚や内科の病気を治療するという薬である。発疱薬（発疱剤・発疱膏）とも書く。いずれも強い毒であるため内用は危険であるが、極小量が漢方やホメオパシーとして内用に使われることもある。外用においても現代の日本では発泡薬を使った治療法は、民間療法としてのみ使われている。
ツチハンミョウやキオビゲンセイを乾燥し粉末にしたカンタリスという発泡薬は、毒成分のカンタリジンを含み、古くから炎症や神経痛の治療に使われていた。アメリカにおいては、カンタリジンは伝染性軟属腫(水イボ)や疣贅(イボ)の治療に使われている。また、カンタリジンは実験動物のBALB/cマウスにおいて、皮膚リーシュマニア症の局所治療に効果的であることが分かっている。
センニンソウ(フツクサ・大蓼)やキツネノボタンは毒成分のプロトアネモニンを含むが、日本の民間療法で発泡薬として腕の内側に張ることで扁桃炎などに効くとされている。プロトアネモニンは水や空気の接触によって二量体化しアネモニンになり、加水分解によって無毒なカルボン酸となる。中国でも、ウマノアシガタ(キンポウゲ・毛茛)などの植物のプロトアネモニンを使った天灸が行われている。特にアレルギー性鼻炎に効く天灸として背中のツボに張る三九灸がある。
1974年（昭和49年）におけるカンタリス発泡膏を使った岡山大学の調査によると、発泡速度は平均13.3時間だが、加齢と共に長くなった。また、若者の肝炎患者では短い傾向があり、老人の肺結核患者では長くなった。発泡液量の平均は0.09cc/cm2だが、発泡速度が早いほど発泡液量が多かった。発泡液中の細胞数はばらつきが多いものの、平均2410/mm3であり、好中球が大多数を占め、その好中球の平均分葉核数は2.75であった。
引赤効果を持つテレビン油(松脂油)を含む松脂や芥子油を含む芥子泥は引赤薬と呼ばれ、発泡薬と同じく誘導法の為に用いられることが多い。そのため、発泡薬と引赤薬は、それら合わせて、刺激剤や引赤発泡薬と呼ばれる。書物においても発泡薬と併記されることが多い。引赤薬は、広い範囲に塗るときや、急発諸患などの速やかに効果を得たい場合に用いる。

## 飲用する例
プロトアネモニンを含む植物の微量の飲用は昔から行われていた。古代エジプトやギリシャにおいては、キンポウゲ科クリスマスローズ属のブラック・ヘレボルス(Black hellebore)が、過剰な黒胆汁を減少させ麻痺や精神障害を治療できるとして、医者によって使用されていた。中国においてはキンポウゲ科センニンソウ属のカザグルマ・テッセン・仙人草などの根を威霊仙・鉄脚威霊仙・和威霊仙などとして鎮痛薬や麻痺の治療などに使われている。キンポウゲ科イチリンソウ属のニリンソウは根茎が疼痛に効くとされる。ホメオパシーのレメディーとしては、キンポウゲ科センニンソウ属のクレマチス・エレクタなどが使われており、淋病に効くとされている。